# Yuan'an
Yuan'an (en chino, 远安; pinyin, Yuǎn'ān) es un condado  bajo la administración directa de la Prefectura Yichang en la Provincia de Hubei, República Popular China.  Su área es de 1739 km² y su población total para 2010 superó los 180 mil habitantes. 

## Administración
Desde octubre de 2022, el  Condado Yuan’an  se divide en 7 pueblos que se administran en 6 poblados y 1  villa.

## Toponimia y nombres
En el año 140 AD, durante la dinastía Han, se fundó el Condado Linju (临沮县) que significa "adyacente al [río] Ju". En el 401 durante la dinastía Jin, debido a las inundaciones del río Ju (沮水), la sede del condado fue trasladado a una colina cercana, por lo que pasó a llamarse Gao'an (alto y seguro). En el año 559 durante la dinastía Zhou, el "Gao" de Gao'an (高安) fue remplazado por "Yuan" llamándose Yuan'an que significa "distante y segura". El nombre refleja una tierra alejada del caos, donde reinan la estabilidad y la armonía.